# Nadiya (album)
Nâdiya – trzeci album studyjny francuskiej piosenkarki Nàdiyi, wydany 5 czerwca 2006 roku. Płyta ta stała się niezwykle popularna w całej Europie.
Album Nâdiya sprzedał się na świecie w iłości 350.000 egzemplarzy i certyfikowany został platyną. Pochodzą z niego single "Tous ces mots", "Roc" i "Amies- enemmies".

## Lista utworów
1. "Tous ces mots" (featuring Smartzee)  (Géraldine Delacoux, Thierry Gronfier)- 3:37
2. "Au coeur de la rue"  (Mehdy Boussaīd, Bustafunk, Géraldine Delacoux)- 3:41
3. "Roc"  (Mehdy Boussaīd, Géraldine Delacoux, Thierry Gronfier)- 3:39
4. "Dharma"  (Mehdy Boussaīd, Bustafunk, Laura Marcīano)- 4:14
5. "L'appel"  (Pascal Flachat)- 0:34
6. "El Hamdoulilah"  (Laura Mayne- Kerbrat)- 4:03
7. "Amíes ennemíes"  (Géraldine Delacoux, Thierry Gronfier, Fryderyk Chopin)- 3:47
8. "Flash Back" (featuring Zo)  (Mehdy Boussaīd, Zoheir Mokeddem, Géraldine Delacoux)- 3:23
9. "Cette Planête (intro)"  (Pascal Flachat)- 0:09
10. "Cette Planête"  (Mehdy Boussaīd, Pena Lobaton Ulises, Franck Rougier)- 3:13
11. "Au nom des tiens" (featuring S.T.A)  (Mehdy Boussaīd, Franck Rougier)- 3:29
12. "Cheyenne"  (Géraldine Delacoux, FBcool, SDO)- 3:28
13. "L'enfant qu'on envoîe se coucher (extraît)" (featuring Yanis)  (Claude Roy)- 0:37
14. "Inch'Allah"  (Gèraldine Delacoux, Nâdiya, Renê de Wael)- 4:31
15. "Rêves d'enfant"  (Mehdy Boussaīd, Franck Rougier)- 2:46
16. "Emmène-moi"  (Mehdy Boussaīd, Zoheir Mokeddem, Géraldine Delacoux)- 3:57
17. "Mektoub"  (Nâdiya)- 0:50

## Pozycje na listach
| Lista (2006)                    | Najwyższa pozycja |
| ------------------------------- | ----------------- |
| French Albums Chart             | 1                 |
| Swiss Albums Chart              | 14                |
| Belgian (Flanders) Albums Chart | 34                |
| Belgian (Wallonia) Albums Chart | 4                 |

### Single
| \| Singiel \| Pozycja na liście \| \| ---------------- \| ----------------- \| \| "Tous ces mots" \| 2 \| \| "Roc" \| 2 \| \| "Amies-ennemies" \| 4 \| - Okładka |                   |
| Singiel | Pozycja na liście |
| "Tous ces mots" | 2                 |
| "Roc" | 2                 |
| "Amies-ennemies" | 4                 |